# Romance at Short Notice
Romance at Short Notice è il secondo album dei Dirty Pretty Things, pubblicato nel Regno Unito il 30 giugno, 2008. Il primo singolo, "Tired of England", è stato pubblicato il 23 giugno, 2008.
La seconda traccia dell'album, "Hippy's Son", è stata resa disponibile per il download gratuito sul sito ufficiale della band.

## Tracce
1. Buzzards and Crows
2. Hippy's Son
3. Plastic Hearts
4. Tired of England
5. Come Closer
6. Fault Lines
7. Kicks or Consumption"
8. Best Face
9. Truth Begins
10. Chinese Dogs
11. The North
12. Blood on My Shoes